# Pachystropheus
Pachystropheus (derivado del griego Pachys, "grueso" y Strophaios, vértebra) es un género extinto de reptil, posiblemente un coristodero (campsosaurio), del Rhaetiense (Triásico Superior) del suroeste de Inglaterra. Fue nombrado por Erika von Huene en 1935; Huene describió a Pachystropheus como un campsosaurio, pero esto fue pasado por alto durante décadas hasta su redescripción por Storrs y Gower en 1993. Esta revaluación podría extender el registro fósil de los campsosaurios hasta 45 millones de años antes de lo pensado. Sin embargo, otros autores consideran que la clasificación de Pachystropheus en Choristodera es problemática, estableciendo que esta depende de características de las vértebras y la cintura escapular que son también halladas en los esqueletos de reptiles acuáticos distintos de los coristoderos; muchos de los rasgos diagnósticos de los coristoderos se hallan en el cráneo, pero la presencia de estas no puede ser confirmada en Pachystropheus, ya que no hay material craneal confirmado para este taxón. Silvio Renesto (2005) encontró similitudes en el esqueleto postcraneal de Pachystropheus y el género de talatosaurio Endennasaurus; de acuerdo con Renesto, estas similitudes pueden indicar que Pachystropheus y Endennasaurus son parientes cercanos, pero también podría ser simplemente un caso de evolución convergente impulsada por el estilo de vida acuático de ambos animales.